# USS Tennessee (SSBN-734)
El USS Tennessee (SSBN-734) es el noveno submarino de la clase Ohio; es el cuarto navío y el primer submarino de la Armada de los Estados Unidos llamado Tennessee. Hubo previamente dos barcos de la Armada de los Estados Confederados de América con el mismo nombre.

## Historia
Autorizado en el año fiscal 1980, la autorización se dio a General Dynamics Electric Boat en Groton, Connecticut el 7 de enero de 1982 y su quilla se colocó el 9 de junio de 1984. El Tennessee fue botado el 13 de diciembre de 1986 y amadrinado por la Sra. Landess Kelso. Las pruebas empezaron el 24 de agosto de 1988, durando hasta noviembre de ese año. La entrega del submarino a la Armada se produjo el 18 de noviembre de 1988. El Tennessee entró en servicio el 17 de diciembre de 1988, con el capitán D. Witzenburg al mando de la tripulación azul y el capitán Kenneth D. Barker al mando de la tripulación dorada.
El Tennessee (SSBN-734) fue el primer submarino portador de misiles Trident II en entrar en servicio. El Tennessee llegó a la base naval de submarinos Kings Bay el 15 de enero de 1989. Fue el primer submarino de la clase Ohio en alojarse en Kings Bay, seguido por los nueve restantes submarinos de la misma clase; los ocho anteriores se alojaban en Bangor.
El 21 de marzo de 1989 el Tennessee realizó el primer lanzamiento del misil Trident II, siendo el primer lanzamiento del nuevo misil Trident II llevado a cabo por un submarino de la clase Ohio. Aunque su primer lanzamiento ocurrió en 1989 no entró totalmente en servicio a partir de 1990.
En 2003 celebró el decimoquinto aniversario de su entrada en servicio en la Armada.

## ElTennesseeen la ficción
- En la novela Deuda de honor, de Tom Clancy, el Tennessee es uno de los varios submarinos enviados para enfrentarse a la invasión japonesa de las Islas Marianas.
- En la novela de Tom Clancy Órdenes ejecutivas, el Tennessee es uno de los submarinos de la Armada estadounidense controlando los ejercicios de la Armada china.